# Phil Coles
Phillip Walter Coles (Sídney, 20 de julio de 1931 - Sídney, 28 de enero de 2023) fue un piragüista y dirigente deportivo australiano, especialista en piragüismo en aguas tranquilas. Compitió en tres ediciones de los Juegos Olímpicos y fue miembro del Comité Olímpico Internacional.

## Carrera

### Deportista
Compitió en las olimpiadas de Roma 1960, Tokio 1964 y México 1968 representando a Australia, principalmente en la modalidad de K-4 1000 metros, teniendo como mejor resultado el noveno lugar en la edición de 1964. Fue uno de los participantes del boicot a los Juegos Olímpicos de Moscú 1980.

### Dirigente
Formó parte del Comité Olímpico Internacional de 1982 a 2011, luego pasó a ser miembro honorario en 2012 hasta su retiro a los 80 años. También fue secretario general del Comité Olímpico Australiano de 1985 a 1993 para luego ser el director de relaciones internacionales de 1993 a 1999. De 1973 a 2011 fue parte de la junta directiva del Comité Olímpico Australiano y miembro fundador de los Comités Olímpicos Nacionales de Oceanía. También fue secretario general de la Unión Internacional de Triatlón de 1994 a 1999 y el primer director del New South Wales Institute of Sport, de 1995 a 2015.
Fue forzado a abandonar su puesto en el Comité Organizador de la edición de Sídney 2000 al ser uno de los 24 involucrados del Comité Olímpico Internacional en el escándalo de sobornos de 2002 que involucró varias ediciones de Juegos Olímpicos, por lo que fue suspendido.

## Distinciones
- Orden de Australia en 1983 por su servicio al deporte.[7][8]
- Inducido al Salón de la Fama del Deporte Australiano en 1993.[3]
- Medalla Deportiva Australiana en 2000.[9]
- Orden Olímpica en 2012 por sus contribuciones al movimiento olímpico.[4]